# تور دوچرخه‌سواری گالیسیا
تور دوچرخه‌سواری گالیسیا مسابقهٔ سالانهٔ دوچرخه‌سواری است که در گالیسیای اسپانیا برگزار می‌شود. نخستین دورهٔ این تور در سال ۱۹۳۳ برگزار شد و در ۵۰ سال بعد، ۵ بار اجرا شد.  در سال ۱۹۸۶ تبدیل به مسابقهٔ سالانه شد و آخرین دورهٔ آن در سال ۲۰۰۰ برگزار شد. در سال ۲۰۰۲ به عنوان مسابقهٔ آماتور به تقویم مسابقات دوچرخه‌سواری بازگشت.

## تاریخچه
نخستین دورهٔ تور گالیسیا در سال ۱۹۳۳ در ۷ مرحله برگزار شد و نخستین برندهٔ تور، سالوادور کاردونای اسپانیایی بود. دورهٔ دوم در سال ۱۹۳۵ در ۹ مرحله به انجام رسید و سپس به مدت ۱۰ سال برگزار نشد. دوباره در سال ۱۹۴۵ به جریان افتاد و سه دورهٔ متوالی تا سال ۱۹۴۷ برگزار شد. دوباره تا سال ۱۹۵۵ دچار توقف شد و در این سال، ششمین دورهٔ تور برگزار شد که امیلیو رودریگز توانست سومین قهرمانی خود را (پس از دوره‌های ۱۹۴۶ و ۱۹۴۷) به دست آورد. مجدداً برگزاری تور تا سال ۱۹۸۴ متوقف شد. از سال ۱۹۸۴ تا سال ۲۰۰۰، مسابقه به صورت منظم به انجام رسید و رکابزنان سرشناسی از جمله مارینو لخارتا (۱۹۸۸)، اندرو همستن (۱۹۹۳)، میگل ایندوراین (۱۹۹۵) و آبرائام اولانو (۱۹۹۶) فاتح آن شدند. از سال ۲۰۰۲ تاکنون تور گالیسیا برای رکابزنان آماتور برگزار می‌شود.
تا سال ۲۰۱۰ هر دورهٔ مسابقه در تاریخ متفاوتی برگزار می‌شد. از سال ۲۰۱۱ تور گالیسیا در دههٔ دوم ماه سپتامبر انجام می‌شود.